# Surville (Manica)
Surville è un comune francese di 203 abitanti situato nel dipartimento della Manica nella regione della Normandia.

## Storia

### Simboli
Il comune di Surville non ha adottato uno stemma ufficiale. Si trova a volte rappresentato l'emblema dell'estinta famiglia Bauquet che furono signori di Surville, Turqueville, Barrehaie e Huberville: d'argento, allo scaglione di rosso, accompagnato da tre losanghe dello stesso.

## Società

### Evoluzione demografica
Abitanti censiti